# هيكتور ميدرانو
هيكتور ميدرانو (بالإسبانية: Héctor Medrano)‏ هو مدرب كرة قدم ولاعب كرة قدم مكسيكي في مركز الدفاع، ولد في 29 مارس 1967 في أوروابان في المكسيك. لعب مع نادي أطلس ونادي بويبلا ونادي ديبورتيفو تولوكا.